# Championnats de France d'athlétisme en salle 1992
Navigation
Édition précédente Édition suivante
Les Championnats de France d'athlétisme en salle 1992 ont eu lieu les 15 et 16 février 1992 à Bordeaux. 

## Palmarès
| Discipline       | Hommes               | Hommes         | Femmes              | Femmes        |
| ---------------- | -------------------- | -------------- | ------------------- | ------------- |
| 60 m             | Daniel Sangouma      | 6 s 64         | Laurence Bily       | 7 s 30        |
| 200 m            | Daniel Sangouma      | 20 s 89        | Muriel Leroy        | 23 s 69       |
| 400 m            | Jean-Louis Rapnouil  | 47 s 59        | Francine Landre     | 54 s 19       |
| 800 m            | Thierry Caquelard    | 1 min 50 s 68  | Florence Giolitti   | 2 min 8 s 32  |
| 1 500 m          | Christophe Lemonnier | 3 min 41 s 15  | Céline Martin       | 4 min 30 s 99 |
| 3 000 m          | Éric Dubus           | 7 min 58 s 53  | Laurence Vivier     | 9 min 24 s 17 |
| 60 m haies       | Sébastien Thibault   | 7 s 68         | Monique Éwanjé-Épée | 7 s 98        |
| Saut en hauteur  | Xavier Robilliard    | 2,24 m         | Sandrine Fricot     | 1,85 m        |
| Saut à la perche | Jean Galfione        | 5,70 m         | -                   | -             |
| Saut en longueur | Serge Hélan          | 7,94 m         | Corinne Hérigault   | 6,39 m        |
| Triple saut      | Serge Hélan          | 16,69 m        | Sylvie Borda        | 13,11 m       |
| Lancer du poids  | Luc Viudès           | 18,44 m        | Annick Lefèbvre     | 16,31 m       |
| 3 000 m marche   | -                    | -              | Nathalie Fortain    | 13 min 9 s 33 |
| 5 000 m marche   | Jean-Claude Corre    | 19 min 12 s 89 | -                   | -             |